# 本田近常
本田 近常（ほんだ ちかつね、生年不詳 - 元久2年6月22日（1205年7月10日））は、平安時代末期から鎌倉時代初期の武将。畠山重忠の家臣。通称次郎。幼名鬼石丸。

## 略歴
本田近常はその多くが榛沢成清の名と併記されており、この二人が特に重忠に信頼された側近であることが窺える。治承8年（1184年）、近常は一ノ谷の戦いで平清盛の孫・師盛を討ち取った。元久2年（1205年）、畠山重忠の乱で自害。埼玉県深谷市には現在も指定旧跡として「本田城跡」（北緯36度7分6秒 東経139度16分47秒 / 北緯36.11833度 東経139.27972度）が残されている。